# Liste der denkmalgeschützten Objekte in Jenbach
Die Liste der denkmalgeschützten Objekte in Jenbach enthält die 19 denkmalgeschützten, unbeweglichen Objekte der Gemeinde Jenbach.

## Denkmäler
| Foto  |                 | Denkmal | Standort                                            | Beschreibung | Metadaten |
| ----- | --------------- | --- | --------------------------------------------------- | --- | --- |
| BW    | Datei hochladen | Bildsäule im Hof der Jenbacher Werke HERIS-ID: 39697 Objekt-ID: 39470 TKK: 115616                                  | Achenseestraße 1 Standort KG: Jenbach               | Die Bildsäule mit viereckigem Tabernakel steht im Hof der Jenbacher Werke und stammt aus der 1. Hälfte des 16. Jahrhunderts. Sie besteht aus Kramsacher Marmor. Über dem hohen, oben abgeschrägten Vierecksockel erhebt sich ein achteckiger Schaft, der mit breiter Hohlkehle in den Aufsatz übergeht. An der Vorderseite Wappenschild und Buchstaben, die Nische mit Eselsrückenbögen, darüber ein geripptes Dach. | BDA-Hist.: Q37990623 Status: Bescheid Stand der BDA-Liste: 2025-06-30 Name: Bildsäule im Hof der Jenbacher Werke GstNr.: 1/2, 1/3, 1/4, 1/5                                        |
| ja    | Datei hochladen | Reitlingerhaus/Museum mit Wehrgang HERIS-ID: 55614 Objekt-ID: 64342 TKK: 15731                                     | Achenseestraße 21 Standort KG: Jenbach              | | BDA-Hist.: Q38066645 Status: § 2a Stand der BDA-Liste: 2025-06-30 Name: Reitlingerhaus/Museum mit Wehrgang GstNr.: .49, 71/1 Reitlingerhaus, Jenbach                               |
| ja    | Datei hochladen | Bürgerhaus Zum Schwarzen Adler/Rammingerhaus HERIS-ID: 39698 Objekt-ID: 39471 TKK: 15740                           | Achenseestraße 34 Standort KG: Jenbach              | Das zweigeschoßige Bürgerhaus weist einen Erker sowie Fassadenmalereien aus dem Jahr 1779 auf. | BDA-Hist.: Q37990633 Status: Bescheid Stand der BDA-Liste: 2025-06-30 Name: Bürgerhaus Zum Schwarzen Adler/Rammingerhaus GstNr.: .21/1 Rammingerhaus, Jenbach                      |
| ja    | Datei hochladen | Jenbach - Achenseebahn HERIS-ID: 205469seit 2022                                                                   | Bahnhofstraße 1 Standort KG: Eben, Jenbach, Wiesing | Die Achenseebahn wurde 1889 eröffnet und zählt damit zu den ältesten noch bestehenden Zahnradbahnen. Sie ist die einzige noch in Betrieb befindliche Bergbahn mit Zahnrad- und Adhäsionsabschnitten in Österreich. Anmerkung: Liegt auch in den Gemeinden Eben am Achensee und Wiesing, siehe jeweils dort. | BDA-Hist.: Q163504 Status: Bescheid Stand der BDA-Liste: 2025-06-30 Name: Jenbach - Achenseebahn GstNr.: .133, 1391/1, 1011, .222, .223, 1369/1 Achenseebahn                       |
| ja    | Datei hochladen | Lokomotivschuppen Jenbach HERIS-ID: 205471 TKK: 16842seit 2022                                                     | Bahnhofstraße 1 Standort KG: Jenbach                | Der Lokomotivschuppen der Achenseebahn wurde 1899 auf querrechteckigem Grundriss errichtet. Das Tonnendach geht in ein Pultdach über, das einen niedrigeren Gebäudeteil überspannt. Anmerkung: gemeint ist der Schuppen hinter der Wagen- und Werkstättenhalle, der zur Achenseebahn gehört | BDA-Hist.: Q112977255 Status: Bescheid Stand der BDA-Liste: 2025-06-30 Name: Lokomotivschuppen Jenbach GstNr.: .222, 1369/1 Alter Lokomotivschuppen der Achenseebahn in Jenbach    |
| ja    | Datei hochladen | Ehem. Hotel Toleranz HERIS-ID: 97668 Objekt-ID: 113481 TKK: 15750                                                  | Bahnhofstraße 18 Standort KG: Jenbach               | | BDA-Hist.: Q37770167 Status: Bescheid Stand der BDA-Liste: 2025-06-30 Name: Ehem. Hotel Toleranz GstNr.: .220 Hotel Toleranz, Jenbach                                              |
| ja    | Datei hochladen | Haltestelle Burgeck HERIS-ID: 205473 TKK: 142367seit 2022                                                          | Burgeck 4a Standort KG: Jenbach                     | Die 1889 errichtete Haltestelle ist weitgehend unverändert erhalten, sie ist aus Holz und weist ein Giebeldach auf. | BDA-Hist.: Q112977088 Status: Bescheid Stand der BDA-Liste: 2025-06-30 Name: Haltestelle Burgeck GstNr.: .223                                                                      |
| ja    | Datei hochladen | Marienbrunnen am ehem. Dorfplatz HERIS-ID: 97597 Objekt-ID: 113406 TKK: 15710                                      | vor Postgasse 13 Standort KG: Jenbach               | Der Brunnen auf dem ehemaligen Dorfplatz besteht aus einer Marmorschale sowie einer Säule mit einer Marienstatue in Jenbacher Eisenguss aus der Zeit zwischen 1850 und 1870. | BDA-Hist.: Q37770116 Status: § 2a Stand der BDA-Liste: 2025-06-30 Name: Marienbrunnen am ehem. Dorfplatz GstNr.: 1283/1 Marienbrunnen, Jenbach                                     |
| ja BW | Datei hochladen | Volksschule HERIS-ID: 55615 Objekt-ID: 64343 TKK: 15685                                                            | Südtiroler Platz 1 Standort KG: Jenbach             | Die Volksschule wurde 1927/28 nach Plänen von Clemens Holzmeister erbaut. Das Fassaden-Sgraffito mit Jugend- und Schulmotiven wurde 1961 von Erich Stockhammer gestaltet. | BDA-Hist.: Q38066658 Status: § 2a Stand der BDA-Liste: 2025-06-30 Name: Volksschule GstNr.: .362, 640/4 Volksschule Jenbach                                                        |
| ja    | Datei hochladen | Rathaus/Gemeindeamt HERIS-ID: 97593 Objekt-ID: 113402 TKK: 115615                                                  | Südtiroler Platz 2 Standort KG: Jenbach             | | BDA-Hist.: Q37770106 Status: § 2a Stand der BDA-Liste: 2025-06-30 Name: Rathaus/Gemeindeamt GstNr.: 314 Gemeindeamt Jenbach                                                        |
| ja    | Datei hochladen | Südtiroler Aussiedler Denkmal HERIS-ID: 80156 Objekt-ID: 93873 TKK: 115614                                         | vor Südtiroler Platz 2 Standort KG: Jenbach         | Das Denkmal für die Südtiroler Aussiedler wurde 1981 errichtet. Es besteht aus einem unregelmäßig behauenen Natursteinblock in angedeuteter Form der Dolomiten und mehreren Bronzetafeln mit Inschriften, einer szenischen Darstellung und dem Jenbacher Gemeindewappen. | BDA-Hist.: Q38172778 Status: § 2a Stand der BDA-Liste: 2025-06-30 Name: Südtiroler Aussiedler Denkmal GstNr.: 314                                                                  |
| ja    | Datei hochladen | Kraftwerk Achensee (Maschinenhalle, Montagehalle, Schalthaus) HERIS-ID: 32425 Objekt-ID: 29522 TKK: 15727seit 2018 | Tiwagstraße 18 Standort KG: Jenbach                 | Das Achenseekraftwerk wurde als erstes Kraftwerk der 1924 gegründeten TIWAG von 1924 bis 1927 nach Plänen von Siegfried Mazagg errichtet. Die weitläufige Anlage bestehend aus mehreren kubischen Baukörpern, die L-förmig angeordnet und funktionell verbunden sind. Die Hauptgebäude beherbergen die hohe, turmartige Montagehalle, das Schalthaus und das Maschinenhaus. Die zehnachsige Maschinenhalle ist ein langgestreckter Mauerbau mit dreiteiligen Fenstern zwischen massiven Wandpfeilern. An der Ostseite befinden sich die mit Generatorschaltzellen und dreieckig vorkragende Frisch- und Warmluftschächte. Der Zugang an der Südseite ist durch drei gestelzte Rundbögen mit darüber liegender Besuchergalerie betont. Die turmartige Montagehalle weist im Norden eine hochgezogene Dreierfenstergruppe und im Süden ein hohes Zufahrtstor und große Fensterflächen auf. Das östlich anschließende, dreigeschoßige Schalthaus ist durch breite, profilierte Gesimse horizontal gegliedert. | BDA-Hist.: Q30975248 Status: Bescheid Stand der BDA-Liste: 2025-06-30 Name: Kraftwerk Achensee (Maschinenhalle, Montagehalle, Schalthaus) GstNr.: .396/1 Achenseekraftwerk         |
| ja    | Datei hochladen | Widum HERIS-ID: 55617 Objekt-ID: 64345 TKK: 34636                                                                  | Tratzbergstraße 9 Standort KG: Jenbach              | | BDA-Hist.: Q38066683 Status: § 2a Stand der BDA-Liste: 2025-06-30 Name: Widum GstNr.: .26                                                                                          |
| ja    | Datei hochladen | Bildsäule HERIS-ID: 39699 Objekt-ID: 39472 TKK: 15694                                                              | bei Tratzbergstraße 22a Standort KG: Jenbach        | Die Bildsäule mit viereckigem Tabernakel stammt aus der 1. Hälfte des 16. Jahrhunderts. | BDA-Hist.: Q37990643 Status: Bescheid Stand der BDA-Liste: 2025-06-30 Name: Bildsäule GstNr.: 369/2                                                                                |
| ja    | Datei hochladen | Kath. Pfarrkirche hl. Wolfgang HERIS-ID: 55616 Objekt-ID: 64344 TKK: 15763                                         | Tratzbergstraße 9 (Widum), bei Standort KG: Jenbach | Die Pfarrkirche am westlichen Ortsrand ist ein gotischer Bau aus den Jahren 1488 bis 1500. Der Nordturm erhielt das Glockengeschoß mit dem hohen Spitzhelm im Jahr 1650. An das vierjochige Langhaus schließt ein eingezogener Chor mit Fünfachtelschluss an. Die Altäre und die Figuren im Innenraum stammen aus sehr unterschiedlichen Epochen. | BDA-Hist.: Q38066672 Status: § 2a Stand der BDA-Liste: 2025-06-30 Name: Kath. Pfarrkirche hl. Wolfgang GstNr.: .27 Sankt Wolfgang (Jenbach)                                        |
| ja    | Datei hochladen | Hupfaufkapelle/Schwitzerkapelle HERIS-ID: 97651 Objekt-ID: 113464 TKK: 15767                                       | Standort KG: Jenbach                                | | BDA-Hist.: Q37770147 Status: § 2a Stand der BDA-Liste: 2025-06-30 Name: Hupfaufkapelle/Schwitzerkapelle GstNr.: 1326 Hupfaufkapelle, Jenbach                                       |
| ja    | Datei hochladen | Alter Friedhofsbereich, Arkadenfriedhof und Erste Erweiterung HERIS-ID: 97590 Objekt-ID: 113399 TKK: 16852         | Tratzbergstraße 9 (Widum), bei Standort KG: Jenbach | Der Friedhof wurde im Zuge des Neubaus der Kirche ab 1508 angelegt. 1892 wurde er erweitert und die Arkaden sowie die Lourdeskapelle errichtet. Die langgestreckte, spitzbogige Arkadenreihe mit gestuften Stützpfeilern und vorgezogenen Flügelbauten weist ein Satteldach und innen ein Kreuzrippengewölbe auf. In der Mitte befindet sich ein risalitartiger Portalbau mit stufengiebelartigem Abschluss. Im Giebel befindet sich ein Mosaik des auferstandenen Christus und die Büste Franz Hubers, des 1892 verstorbenen Direktors der Tiroler Sensen-Union Gesellschaft. Die Gewölbekappen der Arkaden sind mit floralen Deckenmalereien geschmückt, darunter stehen teils aufwändig gestaltete Grabmäler Jenbacher Familien. Die neugotische einjochige Lourdeskapelle am südlichen Flügel der Arkaden weist einen dreiseitigen Chor und eine offene Vorhalle auf. Die Fassaden sind wie die Arkaden mit gestuften Pfeilern und abgetreppten, spitzbogigen Öffnungen gestaltet. Im kreuzrippengewölbten Inneren befindet sich eine vergitterte Lourdesgrotte mit Schnitzfiguren der Lourdesmadonna sowie der knienden hl. Bernadette. | BDA-Hist.: Q37770088 Status: § 2a Stand der BDA-Liste: 2025-06-30 Name: Alter Friedhofsbereich, Arkadenfriedhof und Erste Erweiterung GstNr.: 357/1, 357/2, 360/3 Friedhof Jenbach |
| ja    | Datei hochladen | Zweite Friedhofserweiterung mit Totenkapelle HERIS-ID: 97591 Objekt-ID: 113400 TKK: 15766                          | Tratzbergstraße 9 (Widum), bei Standort KG: Jenbach | 1928 wurde der Friedhof nach Süden erweitert, dabei wurde die Leichenhalle nach Plänen von Clemens Holzmeister errichtet. An den Bau mit doppeltem Walmdach und kleinem Dachreiter schließt im Süden ein dreiseitiger Arkadenbau, an der Ostseite eine offene Vorhalle und an der Nordseite ein Geräteraum an. Die Spitzbogenöffnungen des expressionistischen Baus lehnen sich an die benachbarte neugotische Arkadenreihe an. | BDA-Hist.: Q37770096 Status: § 2a Stand der BDA-Liste: 2025-06-30 Name: Zweite Friedhofserweiterung mit Totenkapelle GstNr.: 318/2, 355/8, 360/1 Friedhof Jenbach                  |
| ja    | Datei hochladen | Kriegerdenkmal HERIS-ID: 80159 Objekt-ID: 93876 TKK: 15693                                                         | Südtiroler Platz 3, vor Standort KG: Jenbach        | Das Kriegerdenkmal wurde 1922 von der Firma Josef Linser & Söhne errichtet. Auf einem hohen, rechteckigen Sockel mit breit abgefasten Kanten und einem pyramidenartigen Aufbau befindet sich die Bronzeskulptur eines Adlers. Am Sockel sind Tafeln mit den Namen der Gefallenen angebracht. | BDA-Hist.: Q38172795 Status: § 2a Stand der BDA-Liste: 2025-06-30 Name: Kriegerdenkmal GstNr.: .348 Kriegerdenkmal, Jenbach                                                        |

## Ehemalige Denkmäler
| Foto |                 | Denkmal                                            | Standort             | Beschreibung | Metadaten |
| ---- | --------------- | -------------------------------------------------- | -------------------- | ------------ | --- |
| ja   | Datei hochladen | Wehranlagen am Kasbach HERIS-ID: Kein Wertbis 2010 | Standort KG: Jenbach |              | BDA-Hist.: Q125118327 Status: § 2a Stand der BDA-Liste: 2010-05-28 Name: Wehranlagen am Kasbach GstNr.: 1352/1 |